# Ruamahanga
Ruamahanga – rzeka w południowo-wschodniej części Wyspy Północnej w Nowej Zelandii, uchodząca do morza w cieśninie Cooka.
W rzece tej prowadzony jest intensywny połów pstrągów.
Według Maorysów w rzece mieszka Taniwha, który jest rozgniewany po tym jak został zmieniony bieg rzeki. Uważają to za przyczynę śmierci wielu ludzi, którzy utonęli w nurtach Ruamahanga.